# 25 Фокея
25 Фокея (25 Phocaea) — астероїд головного поясу, відкритий 6 квітня 1853 року.
Тіссеранів параметр щодо Юпітера — 3,389.